# Frühlings Erwachen (Musical)
Frühlings Erwachen (dt. Untertitel: Das Rock-Musical; engl. Originaltitel: Spring Awakening) ist ein Musical von Duncan Sheik (Musik) und Steven Sater (Buch und Liedtexte), das auf dem gleichnamigen Drama von Frank Wedekind aus dem Jahr 1891 basiert. Das zur damaligen Zeit kontroverse Werk Wedekinds spielt im Deutschland des späten 19. Jahrhunderts. Es handelt von Jugendlichen, die im Zuge ihrer Pubertät mit den Problemen psychischer Instabilität und der gesellschaftlichen Inakzeptanz ihrer sexuellen Neugier konfrontiert sind.
Die Previews zur deutschsprachigen Erstaufführung von Spring Awakening in Wien begannen am 14. März 2009. Die Premiere war am 21. März 2009. Bis 30. Mai 2009 war das Stück im Wiener Ronacher zu sehen. Die deutsche Erstaufführung fand am 29. Juni 2011 am Deutschen Theater München unter der Regie von Matthias Davids in der Neuübersetzung von Nina Schneider statt.

## Geschichte
Uraufgeführt wurde Frühlings Erwachen nach 5-jähriger Entwicklungsarbeit im Mai 2006 Off-Broadway. Im Dezember des gleichen Jahres wechselte das Stück zum Eugene O’Neill Theater am Broadway und erhielt herausragende Kritiken sowie acht Tony Awards, vier Drama Desk Awards und einen Grammy Award. Die Musik stammt von Duncan Sheik, das Musicalbuch sowie die Liedtexte von Tony-Award-Gewinner Steven Sater, für die Choreographie ist Bill T. Jones verantwortlich und die Regie führt Michael Mayer. Neben einer US-Tournee und der Londoner Westend-Premiere sind auch Deutschland, Kanada, Österreich, Brasilien, Argentinien, Israel, Japan, Südkorea und Skandinavien als Spielorte in Planung.
Das Stück gliedert sich in zwei Akte: Akt 1 ist in 11, Akt 2 in 10 Szenen eingeteilt.

## Inhalt
Deutschland 1891, irgendwo in einer kleinen Stadt erleben die Schüler Wendla Bergmann, Melchior Gabor und Moritz Stiefel die aufregenden Turbulenzen des Erwachsenwerdens. Mit ihrer generellen Neugier auf sexuelle Themen und ihren gezielten Fragen werden sie von den Erwachsenen allein gelassen. Die bürgerliche Moral schiebt immer noch den Storch vor. Auf sich allein gestellt, geraten die Jugendlichen in ein verhängnisvolles Fahrwasser mit lebensgefährlichen Strudeln. Moritz Stiefel ist ein schwacher Schüler, dessen Eltern von ihm sehr gute schulische Leistungen erwarten. Melchior Gabor lehnt die kirchliche Lehre ab und hat einen kritischen Verstand. Gemeinsam mit Wendla Bergmann und ihren Mitschülern stolpern sie in die typischen Probleme der Pubertät hinein: Schulleistungen, Sexualität, Ablösung und fehlende Aufklärung durch das Elternhaus.
Eine Liebelei zwischen Minderjährigen, die Folgen hat. Melchior wird in eine Erziehungsanstalt geschickt, weil er seinen besten Freund Moritz in die Geheimnisse der Sexualität und die Unterschiede zwischen den Geschlechtern einweiht und weil Wendla von ihm schwanger ist. Moritz nimmt sich kurz darauf das Leben, weil er mit den eigenen Gefühlen und dem Erwartungsdruck seiner Eltern nicht zurechtkommt, trotz erfolgreicher Prüfung wird er in der Schule nicht versetzt. Martha und Ilse tragen ein düsteres Geheimnis in sich, das von häuslicher Gewalt und sexuellen Übergriffen kündet. Wendla, das junge Mädchen, das sich ihren Gefühlen zu Melchior hingab, stirbt bei einer erzwungenen Abtreibung. Als Todesursache wird eine Bleichsucht vorgeschoben.

## Hauptcharaktere
- Wendla Bergmann: Als sie sich wieder einmal im Spiegel betrachtet stellt sie fest, dass sich ihr Körper verändert hat. Sie denkt darüber nach, wie Kinder entstehen, und befragt ihre Mutter zu dem Thema. Diese deutet nur an, dass ein Kind entsteht, wenn sich ein Mann und eine Frau von ganzem Herzen lieben.
- Melchior Gabor: Er ist ein guter Schüler, der vieles infrage stellt und nicht auf die Aufklärung durch Eltern oder Kirche vertraut. Er versucht, mit einem bebilderten Essay über die Unterschiede zwischen den Geschlechtern seinem Freund Moritz zu helfen, seine aufkommenden Fantasien und die körperlichen Veränderungen besser zu verstehen. Er und Wendla zeugen bei einem Treffen auf einem Heuboden ein Kind.
- Moritz Stiefel: Er hat es schwer in der Schule. Um zu erfahren, ob er in die nächste Klasse versetzt werden wird, dringt er heimlich in das Zimmer des Direktors ein. Er findet heraus, dass er die erforderliche Punktzahl erreicht hat. Aber die Lehrer mögen ihn nicht und entscheiden anders. Als er daraufhin von Melchiors Mutter etwas Geld erbittet, um nach Amerika zu entfliehen, lehnt diese es ab. Nun denkt er daran seinem Leben ein Ende zu setzen. Seine Eltern machen ihm schwere Vorwürfe, als sie erfahren, dass er die Schule beenden muss. Moritz geht schließlich mit einer Pistole in seiner Hand fort. Nach seinem Tod wird das Schriftstück gefunden, das Melchior ihm gegeben hatte.
- Martha Bessel: Sie erwähnt versehentlich vor ihren Freundinnen, dass ihr Vater sie fast täglich schlägt und andere schlimme Dinge mit ihr tut. Ihre Schwester Ilse wurde bereits vor die Türe gesetzt und hat in einer Künstlerkolonie Unterschlupf gefunden.
- Eltern von Melchior: Als sie erfahren, was ihr Sohn getan hat, schicken sie ihn in die Besserungsanstalt, weil sie ihn für den Tod von Moritz verantwortlich machen und er Schande über Wendla und ihre Familie gebracht habe.
- Mutter von Wendla: Als Wendla plötzlich krank zu sein scheint, blass aussieht und sich ständig übergibt, geht ihre Mutter mit ihr zum Arzt, der ihre Schwangerschaft diagnostiziert. Sie beschließt, ihre Tochter zu Herrn Schmidt zu bringen, der das ungeborene Kind entfernen soll. Ihre Tochter stirbt nach dem Eingriff.[1]

## Aufführungen (Auswahl)
- 15. Juni bis 5. August 2006: Off-Broadway-Premiere der „Atlantic Theater Company“[2]
- 10. Dezember 2006 bis 18. Januar 2009: Eugene O’Neill Theatre, New York.[3]
- 23. Januar bis 21. März 2009: Lyric Hammersmith, London[4] und im Anschluss bis zum 30. Mai im Novello Theatre.[5]

Deutschsprachige Premiere
- 21. März bis 29. Mai 2009: Ronacher, Vereinigte Bühnen Wien[6]

Aufführungen in Deutschland
- 29. Juni bis 17. Juli 2011: Deutschen Theater München.[7]
- 17. Februar bis 30. März 2012: Theater Baden-Baden[8]
- 10. Februar 2017 bis 20. Juni 2018 Oper Halle[9]
- 25. April 2025 bis 7. November 2025: Junges Theater Bonn[10]

## Orchestrierung
- Bass, Cello, Viola, Violine
- Drums, Percussion, Glockenspiel, Tambourin, Djembé, Shaker
- Gitarre
- Harmonium, Piano
- Zuspielband

## Musik/Lieder
Musikalisch wird eine Mischung aus Rock-, Pop- und Folkrock-Songs präsentiert.
| 1. Akt - Mama Who Bore Me / Mama – Wendla - Mama Who Bore Me (Reprise) / Mama (Repr.) – Wendla & Girls - All That’s Known / Diese Welt – Melchior - The Bitch of Living / So’n verficktes Leben – Moritz, Melchior & Boys - My Junk / Meine Sucht – Girls & Boys - Touch Me / Spür mich – Boys & Girls - The Word of Your Body / Mehr als nur Worte – Wendla & Melchior - The Dark I Know Well / Was sich nicht erzählen lässt – Martha, Ilse & Boys - And Then There Were None / Und dann ist’s vorbei – Moritz & Boys - The Mirror-Blue Night / Die tiefblaue Nacht – Melchior & Boys - I Believe / Ich vertrau’ – Boys & Girls | 2. Akt - The Guilty Ones / Die Schuldigen – Wendla, Melchior, Boys & Girls - Don’t Do Sadness / Mach’ nicht auf traurig – Moritz - Blue Wind / Winterwind – Ilse - Don’t Do Sadness / Blue Wind – Moritz & Ilse - Left Behind / Es bleibt zurück – Melchior, Boys & Girls - Totally Fucked / Im Arsch – Melchior & Full Company (außer Moritz) - The Word of Your Body (Reprise) / Mehr als nur ein Wort (Rep.) – Hänschen, Ernst, Boys & Girls - Whispering / Hör nur hin – Wendla - Those You’ve Known / Nicht mehr hier – Moritz, Wendla & Melchior - The Song of Purple Summer / Das Lied vom Wind des Sommers – Ilse & Full Company |

## Besetzung (Auswahl)
| Originalbesetzung - Melchior: Jonathan Groff - Wendla: Lea Michele - Moritz: John Gallagher Jr. - Ilse: Lauren Pritchard - Hanschen: Jonathan B. Wright - Martha: Lilli Cooper - Männerrollen: Stephen Spinella - Frauenrollen: Christine Estabrook - Ernst: Gideon Glick - Georg: Skylar Astin - Thea: Remy Zaken - Anna: Phoebe Strole - Otto: Brian Charles Johnson | Wien/Ronacher: - Melchior: Rasmus Borkowski - Wendla: Hanna Kastner - Moritz: Wolfgang Türks - Ilse: Jennifer Kothe - Hänschen: Johannes Huth - Martha: Sonja Dengler - Erwachsene Frauen: Julia Stemberger, Michaela Christl - Erwachsene Männer: Daniel Berger, Martin Timmy Haberger - Ernst: Matthias Bollwerk - Georg: Dominik Hees - Thea: Jeannine Wacker - Anna: Jana Nagy - Otto: Marlon Wehmeier |

## Auszeichnungen
| Tony Awards - Best Musical - Best Book of a Musical (Steven Sater) - Best Original Score Written for the Theatre (Duncan Sheik) - Best Performance by a Featured Actor in a Musical (John Gallagher Jr.) - Best Direction of a Musical (Michael Mayer) - Best Choreography (Bill T. Jones) - Best Orchestrations (Simon Hale, Duncan Sheik) - Best Lighting Design of a Musical (Kevin Adams) Outer Critics’ Circle Awards - Outstanding New Broadway Musical - Outstanding New Score (Broadway or Off-Broadway) - Outstanding Director of a Musical (Michael Mayer) | New York Drama Critics’ Circle Award - Best Musical Grammy Awards 2008 - Grammy Award for Best Musical Show Album Drama Desk Awards - Outstanding Musical - Outstanding Director of a Musical (Michael Mayer) - Outstanding Music (Duncan Sheik) - Outstanding Lyrics (Steven Sater) Drama League Awards - Distinguished Production of a Musical Lucille Lortel Awards - Outstanding Musical (In the Heights) - Outstanding Lighting Design (Kevin Adams) |

## Lizenzen deutsche Inszenierungen
- Österreich: Josef Weinberger Musikverlagszentrum Wien
- Schweiz: Musikverlag und Bühnenvertrieb Zürich
- Deutschland: Musik und Bühne Verlagsgesellschaft Wiesbaden